# 연태자 단
연태자 단(燕太子丹, ? ~ 기원전 226년)은 연나라의 마지막 태자이다. 연왕 희(燕王 喜)의 아들이다. 성은 희(姬), 휘는 단(丹)이다.

## 생애
태자 단(丹)은 어린 시절을 조나라에서 보내 졌다. 그 뒤에 진나라의 볼모로 가게 된다. 태자 단은 진(秦)나라에 볼모 생활에 반감을 품다가 연나라로 도망쳐 온다. 태자 단은 진(秦)나라에 적개심이 있었다.
진(秦)나라 장군 왕전(王翦)이 초나라를 무너뜨리고 왕전의 아들 왕분(王賁)이 연나라를 공략하였다. 연나라 태자 단(丹)은 연나라가 위험에 처하자 시황제(始皇帝)을 암살하려고 위나라 출신의 자객 형가(荊軻)와 연(燕)나라 장수 진무양(秦舞陽)을 진나라에 보낸다. 형가(荊軻)는 본래 노구천을 대동할 생각이었으나 태자 단(丹)의 천거로 진무양(秦舞陽)을 대동한다.
번오기(樊於期)는 진(秦)나라 장수로, 진시황제의 출생의 비밀에 의혹을 제기하며 반란한 남자다. 번오기는 진시황제의 공격을 피하여 연나라로 도망한다. 연(燕)나라는 진(秦)나라의 공격을 막으려고 협상을 시도하고 진(秦)나라는 번오기의 수급을 가져오라고 한다.
형가(荊軻)는 번오기(樊於期)의 수급을 가지고 진시황제와 접견한다. 이 순간에 진무양(秦舞陽)은 시황제를 보자마자 겁이 집어먹어 벌벌 떨기 시작하였다. 진무양(秦舞陽)은 13세에 사람을 죽이고도 당당했던 남자로 알려져 있었으나 실제로는 겁이 많았다.
진무양(秦舞陽)이 겁을 집어먹고 벌벌 떨자 진(秦)시황제는 상황을 눈치 챘으나 형가가 임기응변으로 대처하였다. 시황제를 만난 형가(荊軻)는 시황제에게 지도를 보여주며 지도 안에 숨겨둔 비수로 공격하려고 하였으나 들켜 다급해진 형가는 칼로 시황제를 공격하고자 하였으나 그의 옷깃만을 베었다. 시황제는 겨우 칼을 꺼내 형가를 베었고 형가는 마지막으로 칼을 던졌으나 구리 기둥에 맞아 암살을 실패하였다. 시황제는 형가(荊軻)와 진무양(秦舞陽)은 그 자리에서 죽였다.
진 시황제(秦始皇帝)는 형가의 암살 사건을 계기로 연나라를 상대로 삼아 대규모 전쟁을 시작한다. 10개월 만에 연나라의 수도가 함락되고 연왕 희(燕王 喜)와 태자 단(丹)은 요동으로 도망했다.
진(秦)나라가 연(燕)나라 잔존 세력을 계속 추격하자 연왕 희(喜)는 전쟁의 발단이 된 태자 단(丹)을 죽이고 그 수급을 진시황제에게 바친다. 하지만 시황제는 요동까지 연(燕)나라 잔존 세력을 추격하여 연나라를 멸망하게 하였다.

## 같이 보기
- 형가
- 진무양
- 번오기
- 노구천
- 연왕 희
- 만리장성